# تورلجوو
تورلجوو (به لاتین: Turlejewo) یک منطقهٔ مسکونی در لهستان است که در Gmina Inowrocław واقع شده‌است.